# Sean Solomon
Sean Carl Solomon (Los Angeles, 1945) é um geofísico estadudense.
É diretor do Lamont–Doherty Earth Observatory da Universidade Columbia, onde é também professor da cátedra William B. Ransford de Ciência Terrestre e Planetária.